# Le Silencieux
Le silencieux is een Frans-Italiaanse speelfilm van Claude Pinoteau die werd uitgebracht in 1973. Deze spionagethriller werd sterk beïnvloed door het werk van Alfred Hitchcock.
Het scenario is gebaseerd op de roman Drôle de pistolet (1969) van Francis Ryck.

## Verhaal
Tijdens de Koude Oorlog in de jaren 1970 wordt de Sovjetgeleerde Haliakov ontvoerd door de Britse geheime dienst. Haliakov is eigenlijk de Franse wetenschapper Clément Tibère die door de Sovjets werd gedwongen voor hen te werken. Onder dwang geeft hij de Britten de namen van Fransen die voor de Sovjet-Unie spioneren. Maar dit stelt hem bloot aan de wraak van de Russische geheime dienst.

## Rolverdeling
| Acteur                 | Personage                                                         |
| ---------------------- | ----------------------------------------------------------------- |
| Lino Ventura           | Clément Tibère                                                    |
| Lea Massari            | Maria Menela                                                      |
| Suzanne Flon           | Jeanne, een vriendin van Clément die hem onderdak geeft in Parijs |
| Leo Genn               | de gentleman van de Security Service                              |
| Robert Party           | de moordenaar                                                     |
| Bernard Dhéran         | monsieur Chat, een agent van de DST                               |
| Pierre-Michel Le Conte | Boris Korodine, dirigent en sovjetspion                           |
| Lucienne Legrand       | de boekhandelaarster                                              |
| André Falcon           | de politiecommissaris                                             |
| Robert Hardy           | de assistent van de gentleman van de Security Service             |